# Arbre de la justice (Court-Saint-Étienne)
Le lieu-dit Arbre de la justice est un site situé sur le territoire de Sart-Messire-Guillaume, village de la commune belge de Court-Saint-Étienne en Brabant wallon.

## Historique

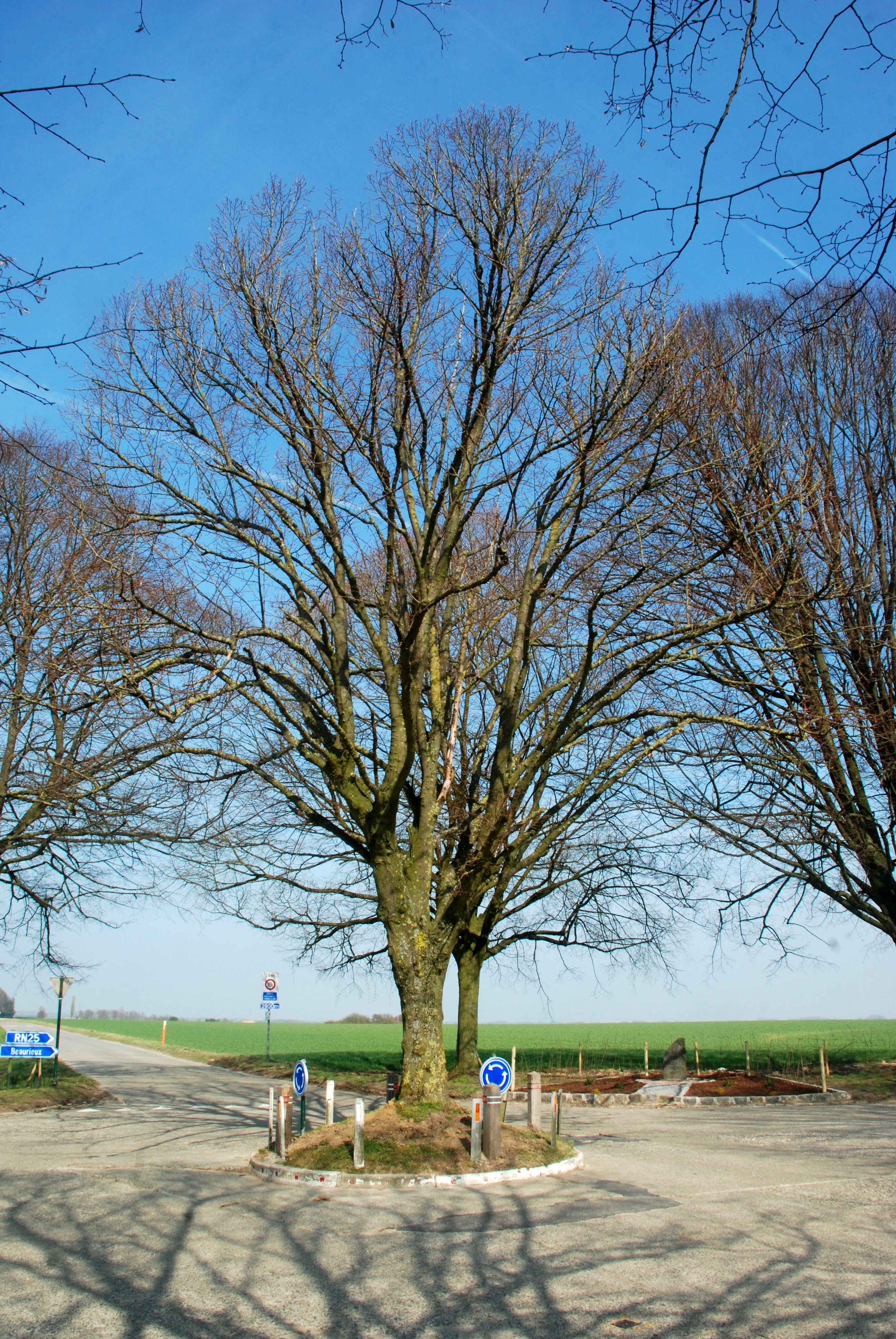
Le tilleul central.

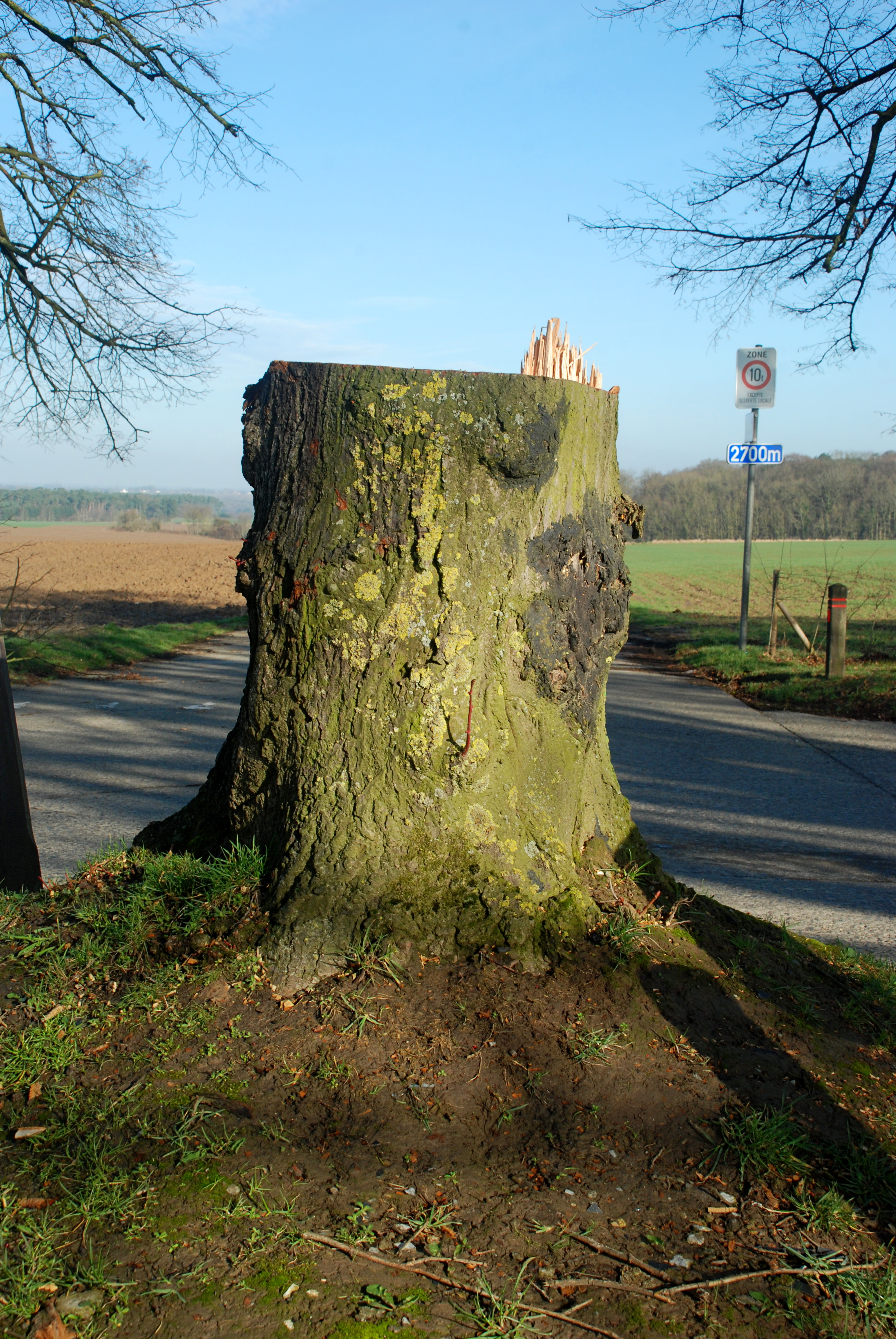
Mars 2017.

La carte du comte de Ferraris mentionne déjà un grand tilleul solitaire à cet endroit en 1777,,. Cet arbre figure également sur certains plans de la même époque conservés aux Archives générales du Royaume.
Certains pensent que l'Arbre de la justice était un ancien pilori même si ceci n'a pu être établi par aucun document. Dans son « Petit Guide de Court-Saint-Étienne et Environs », le comte Goblet d'Alviella indique cependant que cet arbre servit de pilori.
L'auteur Paul Pilloy pose la question de savoir s'il faut rapprocher son origine de l'acquisition de la haute justice de Sart-Messire-Guillaume par le seigneur Antoine de Terremonde le 10 février 1559, ; la haute justice conférait le droit de rendre des sentences de mort.
Ce grand tilleul a été le témoin de nombreux événements historiques : 
- le 21 octobre 1568, il a vu passer une troupe de deux mille Huguenots en route pour Wavre[P 3] ;
- le 23 juillet 1667, il a assisté au «Combat d'Heuval» entre les habitants de Court-Saint-Étienne et les troupes de Louis XIV[P 3] ;
- en 1815, il a vu défiler les Prussiens après la bataille de Ligny[P 1] ;
- en 1914, enfin, un état-major allemand se fixa au château du Chenoy et y installa un champ d'aviation temporaire[P 1].

Il figure depuis 1914 sur les armoiries de Court-Saint-Étienne qui comptent quatre quartiers représentant respectivement le tumulus du plateau de "la Quenique", saint Étienne, l'Arbre de la justice, et enfin la roue, représentation des activités métallurgiques qui furent nombreuses à Court. L'Arbre de la justice, qui figure au troisième quartier, représente la période féodale.
Le tilleul plusieurs fois centenaire, qui avait alors une circonférence de 2,8 m à sa base, fut dynamité en 1940 par les troupes françaises qui estimaient qu'il pouvait servir de repère aux troupes ennemies, : le 12 mai 1940, le 43e régiment français d'infanterie motorisée le mina et l'arracha de sa base,.
Un nouveau tilleul, entouré de huit autres, fut planté en 1957 par la famille Boël, en ce carrefour baptisé «Square Baronne Pol Boël» depuis 1938.
Le 20 mai 2005, une stèle, réalisée par Geneviève Vastrade, sculpteur de Tangissart, a été posée sur le site par un comité du souvenir franco-belge pour rendre hommage aux soldats français morts en mai 1940 dans la région pour défendre la Dyle.
Le 26 février 2017, durant la nuit, le tilleul central a subi un acte de vandalisme. Les pompiers locaux l'ont trouvé abattu sur la route après avoir été prévenus par un habitant de la localité vers 3h du matin. Selon leurs constatations, une ou plusieurs personnes ont d'abord tenté de le couper à la hache pour finir par le sectionner à l'aide d'une tronçonneuse,,.
|  |  |

## Description

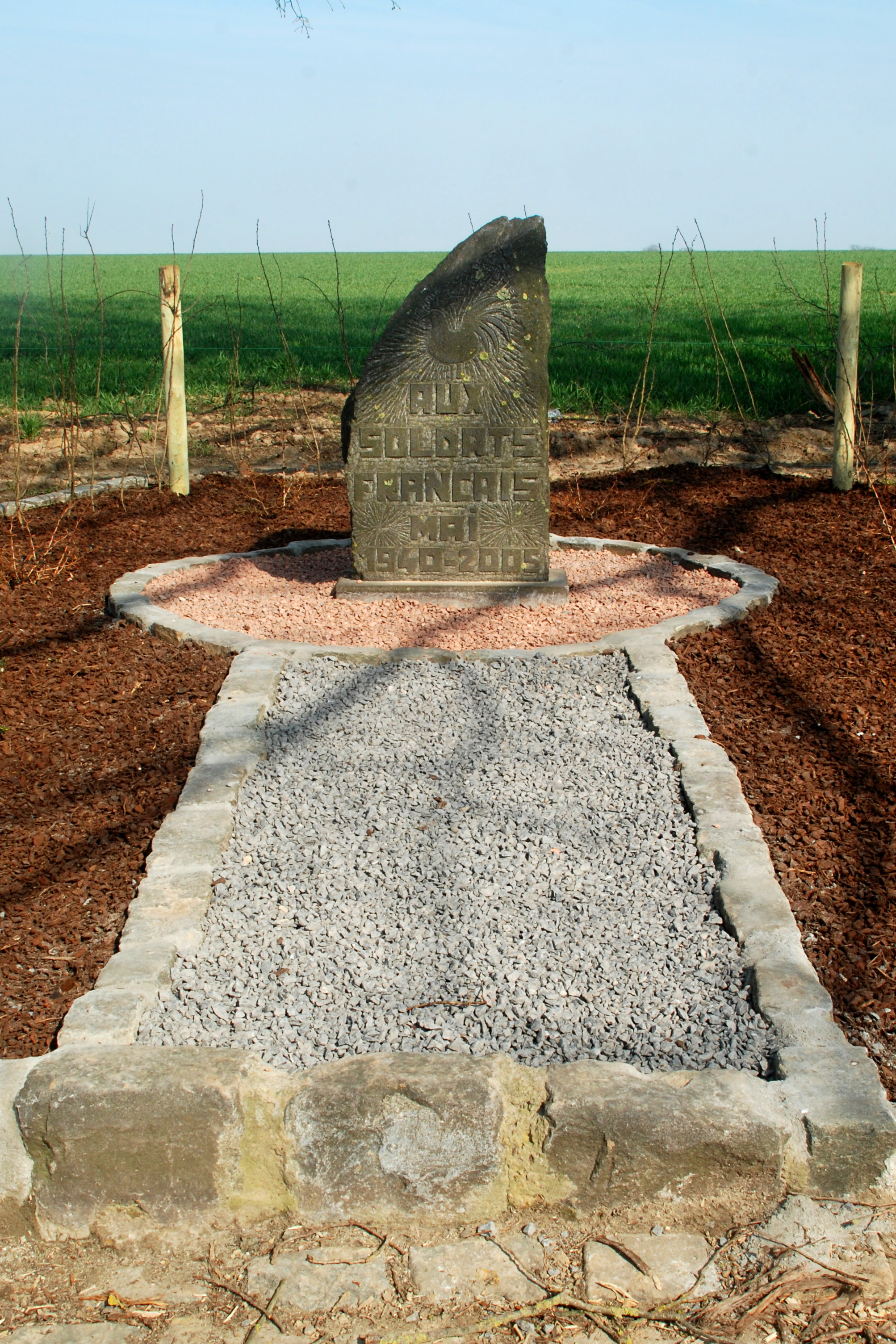
Détail du mémorial et de la stèle.

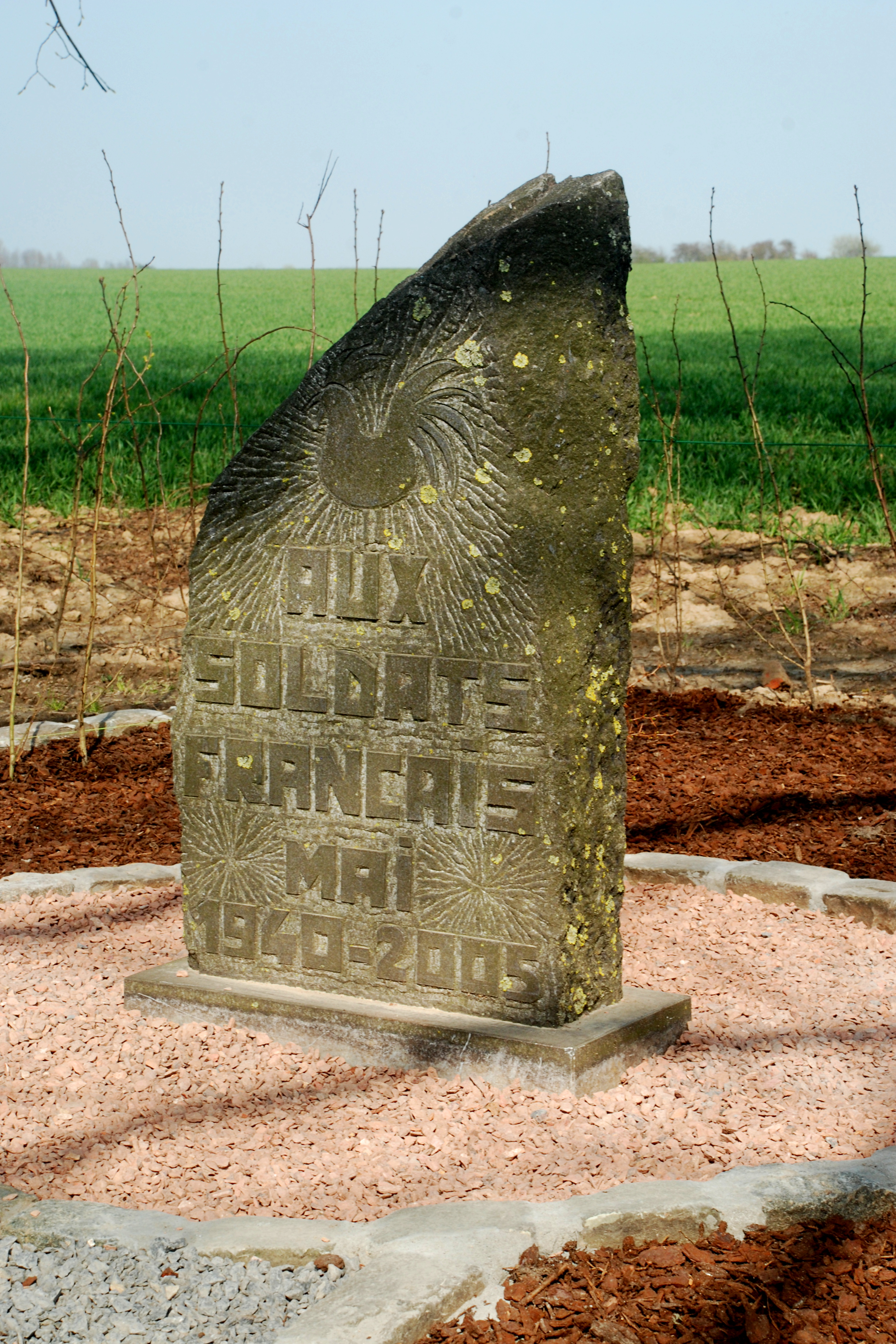
Détail de la stèle.

Le site de l'Arbre de la justice se dresse à 160 m d'altitude sur un plateau aux vastes horizons, à l'intersection de cinq routes menant vers Mellery, Villeroux, Mont-Saint-Guibert, Court-Saint-Étienne et Sart-Messire-Guillaume.
Il occupe plus précisément le square Baronne Boël, carrefour formé par la rue de l'Arbre de la justice, la rue du 43e Régiment d'Infanterie, la rue Vital Casse et la rue de Court-Saint-Étienne, au sud-est de la commune de Court-Saint-Étienne et du village de Sart-Messire-Guillaume.
Ce rond-point en étoile situé non loin du château du Chenoy, abrite un tilleul central entouré de huit tilleuls disposés en couronne.
Un des côtés du rond-point abrite une stèle en hommage aux soldats français morts dans la région en mai 1940.
Cette stèle est ornée d'un coq et porte l'épitaphe suivante :

« Aux
 
Soldats

Français

Mai

1940-2005 »

À proximité du site site on voit de grandes antennes utilisées par l'Otan.
|  |  |

### Ouvrages
- Paul Pilloy-Cortvriendt, Curtis Sancti Stephani - Guide inventaire de Court-Saint-Étienne, Éditions Philsteph, sans date (vers 1995)

1. 1 2 3 4 5 6 7  p. 160.
2. 1 2 3  p. 159.
3. 1 2 3  p. 161.

### Autres
1. 1 2  Site de la commune de Court-Saint-Étienne
2. 1 2 3 4 5 6 7  Catherine Moreau, Isabelle Willot, « Tous les chemins mènent à l'Arbre de la Justice », Le Soir, 24 juillet 1998
3. 1 2  Eric Meuwissen, « Plus que six tilleuls exceptionnels », Le Soir, 13 janvier 2004
4. ↑  Catherine Moreau, « Ils méritent le respect », Le Soir, 18 mai 2005
5. ↑  Mathieu Baugniet, « L'Arbre de la Justice à Court-Saint-Etienne a été tronçonné : les images exclusives et les réactions », TVCom Brabant wallon, 26 février 2017
6. ↑  « Vandalisme à Court-Saint-Étienne: l'Arbre de la Justice tronçonné », L'Avenir, 26 février 2017
7. ↑  « Colère à Court-Saint-Etienne: un vieil arbre célèbre tronçonné cette nuit par des inconnus », RTL.be, 26 février 2017
8. ↑  Bel-Mémorial
9. ↑  P.J., « Deux réservoirs d'eau dans la campagne stéphanoise », Le Soir, 23 octobre 1996